# Hoffmannia refulgens
Hoffmannia refulgens là một loài thực vật có hoa trong họ Thiến thảo. Loài này được (Hook.) Hemsl. mô tả khoa học đầu tiên năm 1881.

## Hình ảnh

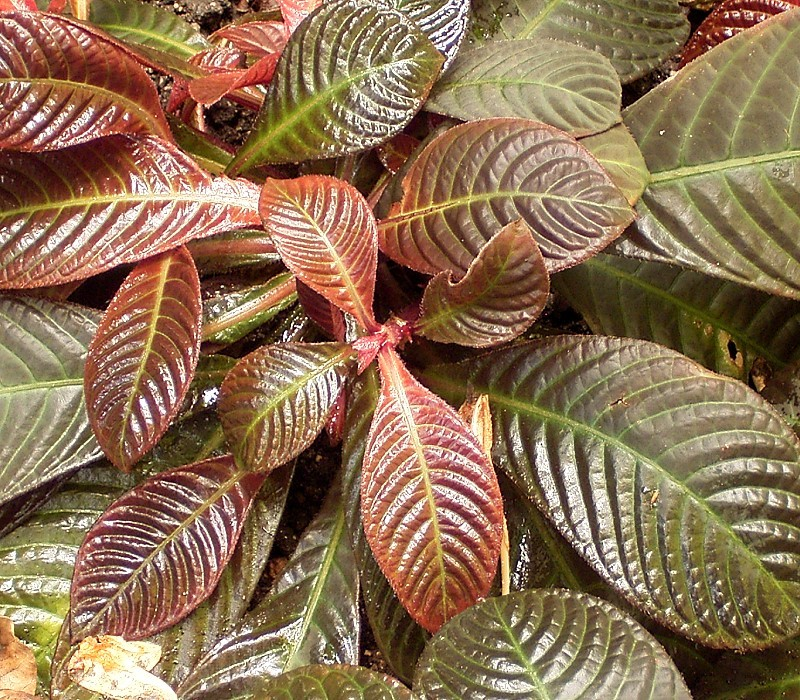
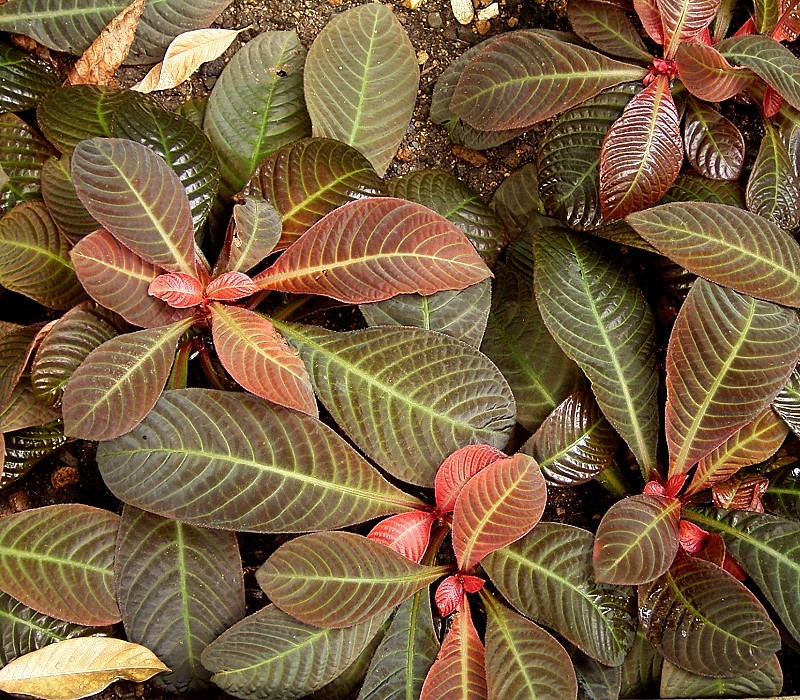
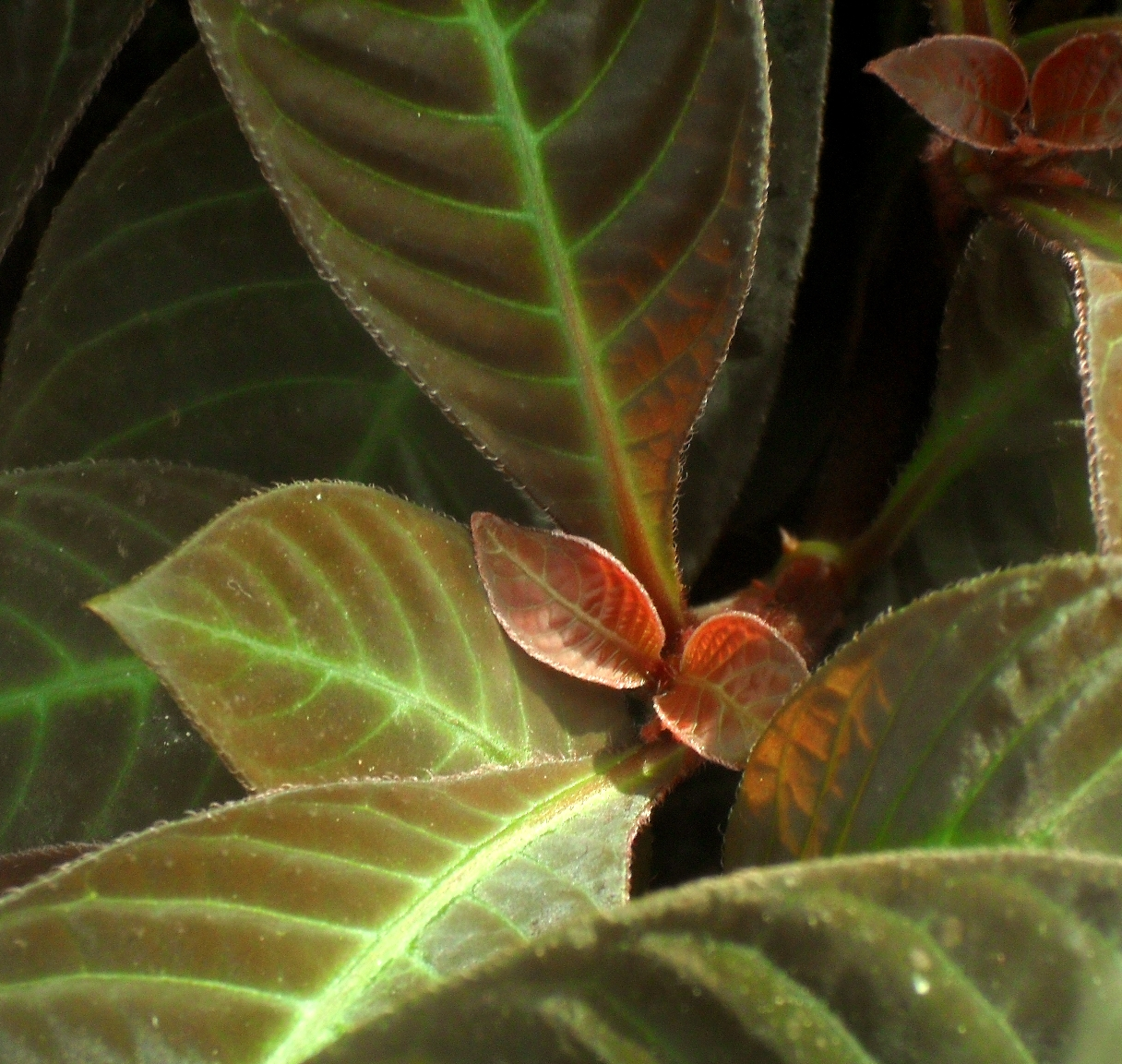
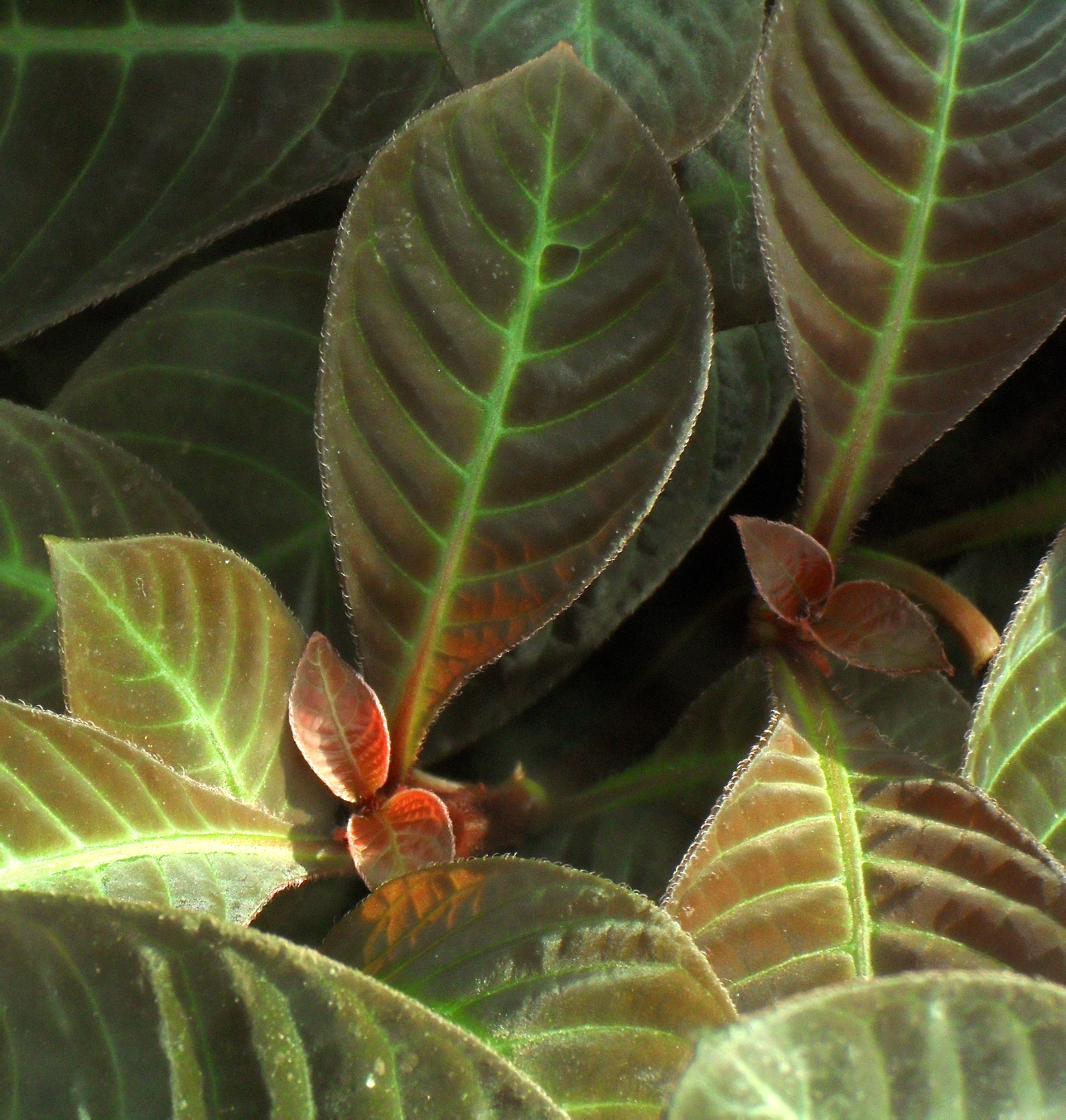